# Anton Friedrich Büsching
Anton Friedrich Büsching (Stadthagen, 27 de septiembre de 1724-Berlín, 28 de mayo de 1793) teólogo, educador y geógrafo  alemán, figura clave en el origen del sistema educativo adoptado en Prusia.

## Biografía
En su juventud no recibió un buen trato de su padre, pero gracias un clérigo embelesado por sus talentos, consiguió tener una buena educación en Halle, estudiando en la escuela latín y teología en la Universidad de Halle-Wittenberg y donde se granjeó numerosos amigos, cuyas recomendaciones le valieron para ejercer en 1749 como profesor particular en la familia del conde de Lynars, que iba a ser nombrado embajador alemán en San Petersburgo.
De camino a San Petersburgo, Büsching se percató de lo poco trabajada que estaba la geografía del momento y decidió consagrarse a esta disciplina del conocimiento y dejando a la familia del conde, se mudó a Copenhague con este fin.
En 1754 se mudó a Gotinga, donde se casó con la poetisa Christiana Dilthey y en 1761 aceptó una invitación ministerial a una congregación protestante alemana en San Petersburgo. Allí fundó una escuela secundaria germanófona de mucho prestigio. Más tarde, en 1765, un desacuerdo le obligó a regresar a Europa Central a pesar de las ofertas que le hizo la emperatriz. De vuelta en Alemania, vivió primero en Altona y después dirigió el famoso Berlinisches Gymnasium zum Grauen Kloster de Berlín, donde falleció por un edema. Tras su muerte Matthias Christian Sprengel y otros continuaron su trabajo.
Fue padre de trece hijos, entre ellos Johann Gustav Gottlieb Büsching, y sus escritos son un ejemplo del sistema educativo de Prusia.

## Obra
- Erdebeschreibung(7 partes, 1754-1761)
- Magazin für die neue Historie und Geographie (23 vols. 4.º, 1767-1793)
- Wochentliche Nachrichten von neuen Landkarten (Berlin, 1773-1787)
- Beiträge zur Lebensgeschichte merkwürdiger Personen (6 vols., 1783-1789)
- Neueste Geschichte der evangelischen Brüderkonfessionen in Polen, 3 Bde., Halle 1784–87
- Grundriß zu einer Historie der Philosophie, 2 Tle., Berlín 1772–74
- Beschreibung seiner Reise von Berlin über Potsdam nach Rekahn unweit Brandenburg, welche er vom dritten bis achten Junius 1775 gethan hat, Leipzig 1775

## Reconocimientos
- El cráter lunar Büsching[5] lleva este nombre en su honor.